# بیا و بگیرش (فیلم)
بیا و بگیرش (انگلیسی: Come and Get It) فیلمی در ژانر درام به کارگردانی هاوارد هاکس، ویلیام وایلر، و ریچارد راسن است که در سال ۱۹۳۶ منتشر شد.

## بازیگران
- ادوارد آرنولد
- جوئل مک‌کری
- فرانسیس فارمر
- والتر برنان
- آندرا لیدز
- مدی کریستیانس
- فرانک شیلدز
- سیسیل کانینگهام
- چارلز هالتون
- ادوین ماکسول
- ماری نش
- دودلز ویور
- فرد تونز
- ارل هاجینز
- تئودور لورچ
- هری سی. بردلی
- لان پاف